# Jan Toorop

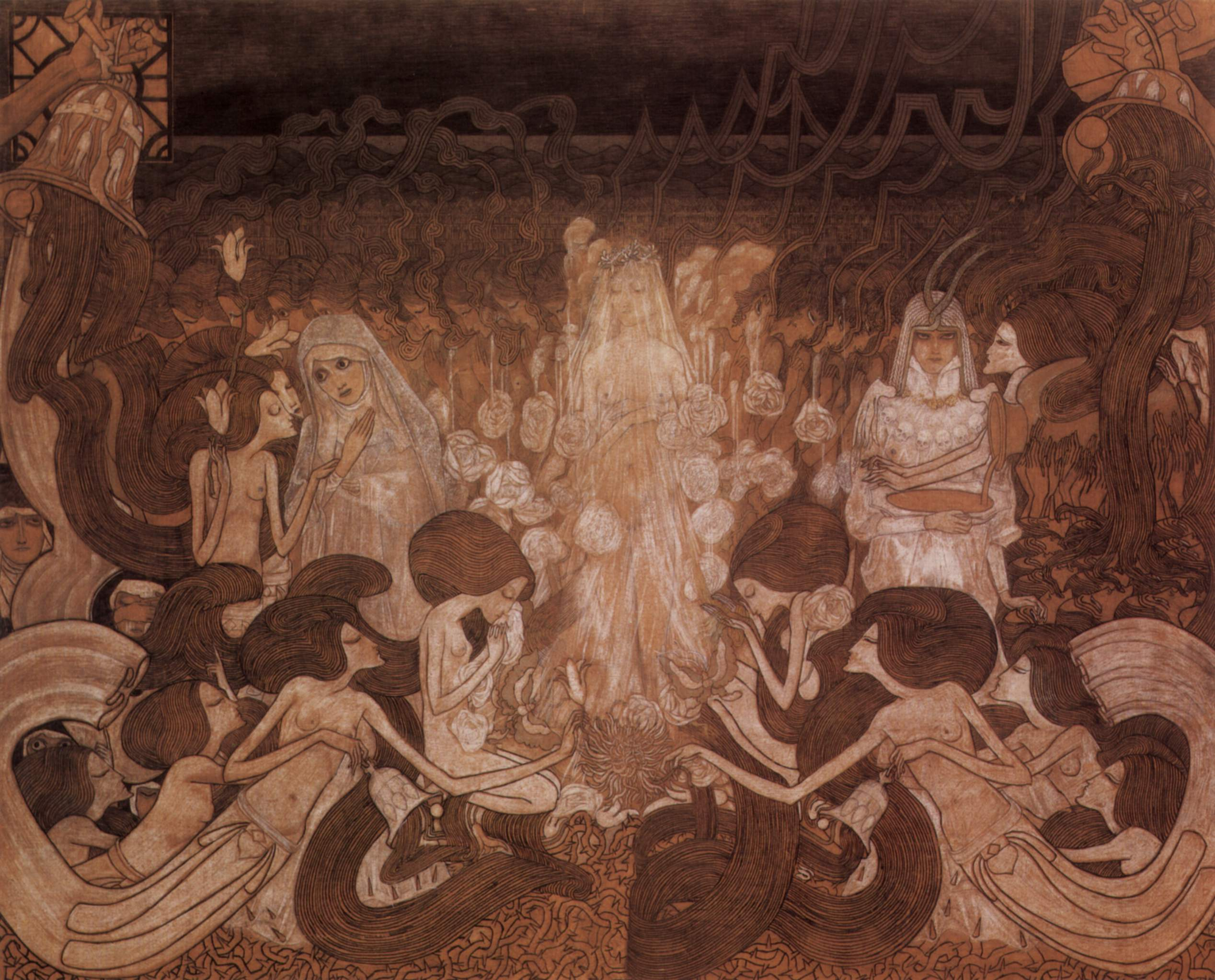
Las tres novias, 78 x 98 cm, Lápiz y tiza sobre papel, Rijksmuseum Kröller-Müller (Otterlo, Países Bajos.)

Jan Toorop (Purworedjo, Java, 20 de diciembre de 1858-La Haya, Países Bajos, 3 de marzo de 1928) fue un pintor neerlandés entre el simbolismo y el modernismo. 
En 1872 se trasladó con su familia a los Países Bajos y estudió en Delft y Ámsterdam. En 1880 estudió pintura en la Rijksakademie de Ámsterdam. De 1882 a 1886 vivió en Bruselas, donde se unió al grupo Les XX, cuyo máximo exponente era James Ensor. Toorop, en esa época, realizó una pintura que fluctuó de estilos: realismo, impresionismo, neoimpresionismo y postimpresionismo.
Se casó con la inglesa Annie Hall en 1886 y vivió a caballo entre La Haya, Inglaterra y Bruselas. Tras 1890, también pasó temporadas en Katwijk aan Zee, pueblo marinero neerlandés. En esta época desarrolló su personal estilo simbólico, que conjugaba motivos javaneses y simbólicos. Sus dibujos de álamos y figuras curvilíneas fueron en parte precursores de los patrones pictóricos del art Nouveau. Su hija Charley Toorop también fue pintora.